# Araneus asiaticus
Araneus asiaticus là một loài nhện trong họ Araneidae.
Loài này thuộc chi Araneus. Araneus asiaticus được miêu tả năm 1983 bởi Bakhvalov.